# Rio Real (kommun)
Rio Real är en kommun i Brasilien.   Den ligger i delstaten Bahia, i den östra delen av landet, 1 200 km öster om huvudstaden Brasília. Antalet invånare är 37 127.
Följande samhällen finns i Rio Real:
- Rio Real

Omgivningarna runt Rio Real är huvudsakligen savann. Runt Rio Real är det ganska tätbefolkat, med 52 invånare per kvadratkilometer.